# Andrés Casaus y Torres
Andrés Casaus y Torres (1762-siglo XIX) fue un historiador español.

## Biografía
Nacido en 1762 en Jaca, estudió en la Universidad de Huesca, donde obtuvo el grado de doctor en Teología. Ingresó en la Orden de San Benito en el Real Monasterio de San Juan de la Peña, donde en 1801 era limosnero mayor y vicario general. En 1797 logró real decreto para que se le franqueasen los archivos de varias provincias, y pudiera obtener de ellos copias de los diplomas reales. Fue autor de títulos como Sobre el verdadero origen y sucesion de los reyes de Aragon, y Navarra, y estado de estos reynos hasta el siglo XII, y union de la Corona de Aragon con el Condado de Barcelona y Carta de un aragones aficionado a las antigüedades de su reyno a otro adicto a las opiniones poco favorables de algunos escritores (1800). Fue abad en el monasterio de San Pedro de Camprodón, en Ripoll y en San Cugat del Vallés.